# Babiana sambucina
Babiana sambucina är en irisväxtart som först beskrevs av Nikolaus Joseph von Jacquin, och fick sitt nu gällande namn av Ker Gawl. Babiana sambucina ingår i släktet Babiana och familjen irisväxter.

## Underarter
Arten delas in i följande underarter:
- B. s. longibracteata
- B. s. sambucina

## Bildgalleri

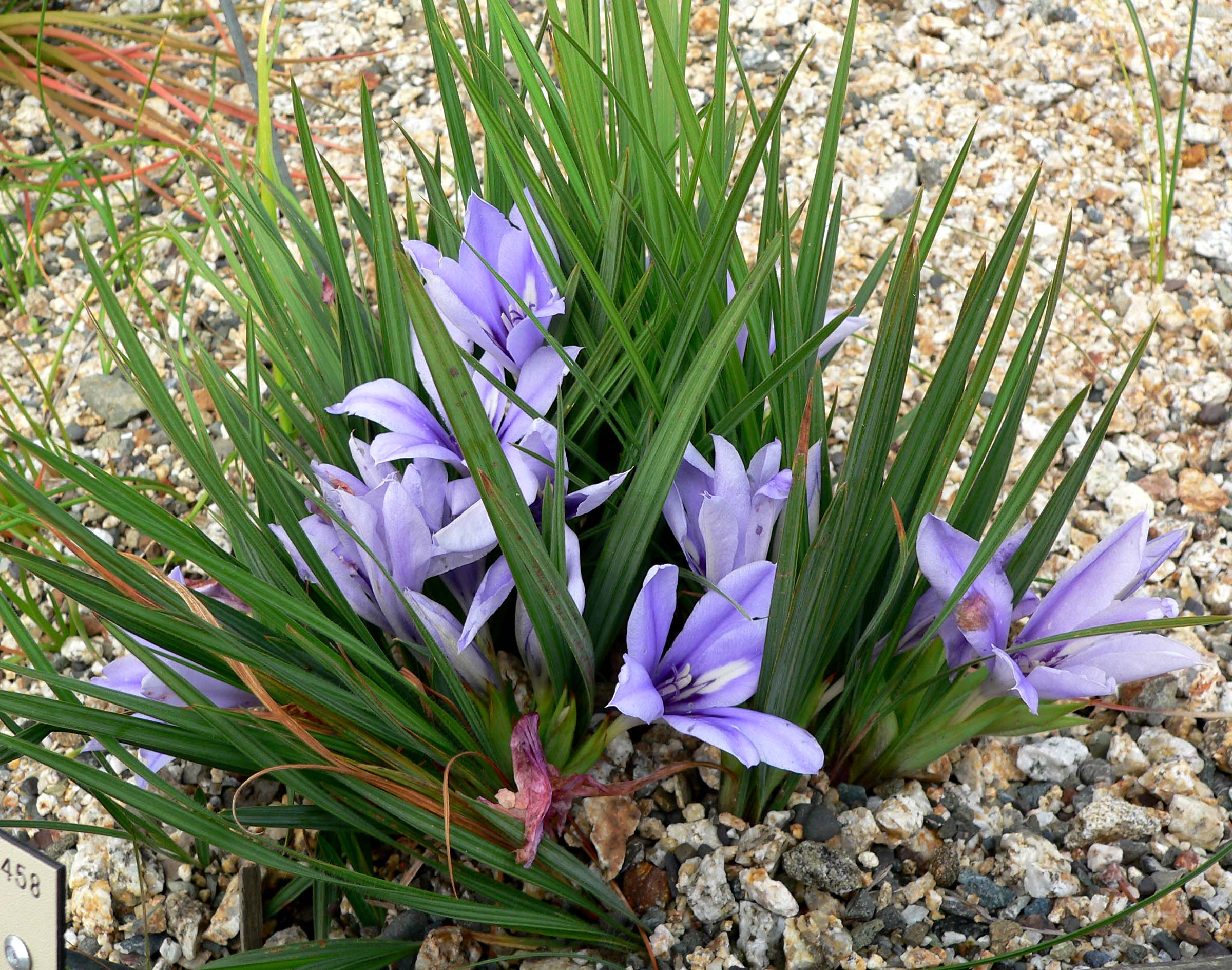
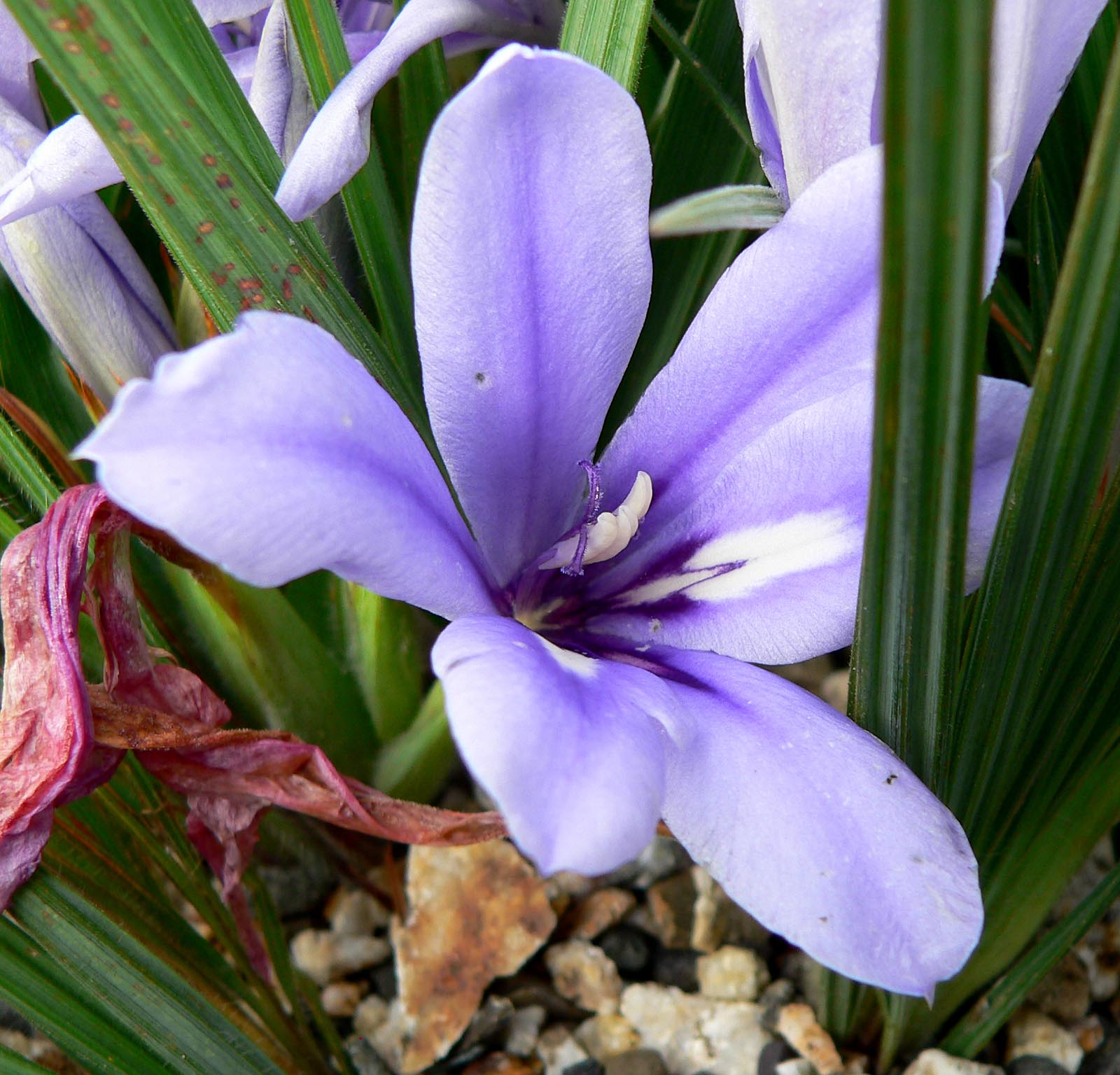